# Фридрих (херцог на Шлезвиг-Холщайн-Зондербург-Глюксбург)
Фридрих фон Шлезвиг-Холщайн-Зондербург-Глюксбург (на немски: Friedrich Herzog zu Schleswig-Holstein-Sonderburg-Glücksburg; * 23 октомври 1814, дворец Готорф, Шлезвиг; † 27 ноември 1885, дворец Луизенлунд, Холщайн) от фамилията Олденбург, е херцог на Шлезвиг-Холщайн-Зондербург-Глюксбург (управлява от 14 октомври 1878 до 27 ноември 1885).

## Биография
Той е вторият син на херцог Фридрих Вилхелм Паул Леополд фон Шлезвиг-Холщайн-Зондербург-Глюксбург (1785 – 1831) и съпругата му принцеса Луиза Каролина фон Хесен-Касел (1789 – 1867), дъщеря на ландграф Карл фон Хесен-Касел (1744 – 1836) и принцеса Луиза Датска (1750 – 1831), дъщеря на датския крал Фредерик V.
По-големият му брат Карл (1813 – 1878) е херцог (1831 – 1878). По-малкият му брат Кристиан IX (1818 – 1906) е крал на Дания (1863 – 1906).
През 1878 г. Фридрих става херцог на Шлезвиг-Холщайн-Зондербург-Глюксбург след смъртта на бездетния му брат Карл.
Фридрих фон Шлезвиг-Холщайн-Зондербург-Глюксбург умира на 27 ноември 1885 г. на 71 години в замък Луизенлунд в Холщайн, Германия.

## Фамилия
Фридрих фон Шлезвиг-Холщайн-Зондербург-Глюксбург се жени на 16 октомври 1841 г. в Бюкебург за принцеса Аделхайд фон Шаумбург-Липе (* 9 март 1821, Бюкебург; † 30 юли 1899, Итцехое), дъщеря на 1. княз Георг Вилхелм фон Шаумбург-Липе (1784 – 1860) и принцеса Ида фон Валдек-Пирмонт (1796 – 1869). Те се развеждат на 17 март 1848 г. и отново се женят на 7 май 1854 г. в Торино. Двамата имат пет деца:
- Мария Каролина Августа Ида Луиза (* 27 февруари 1844, Кил; † 16 септември 1932, Ротенбург), омъжена на 6 декември 1884 г. в Луизенлунд, Холщайн, за принц Вилхелм фон Хесен-Филипстал-Бархфелд (* 3 октомври 1831; † 17 януари 1890)
- Фридрих Фердинанд (* 12 октомври 1855, Кил; † 21 януари 1934, Луизенлунд), херцог на Шлезвиг-Холщайн-Зондербург-Глюксбург, пруски генерал на кавалерията, женен 9 март 1885 г. в Примкенау за принцеса Каролина Матилда фон Шлезвиг-Холщайн-Зондербург-Августенбург (* 25 януари 1860; † 20 февруари 1932)
- Луиза фон Зондербург-Глюксбург (* 6 януари 1858, Луизенлунд; † 2 юли 1936, Марбург а.д. Лан), омъжена на 29 април 1891 г. в Луизенлунд за принц Георг Виктор фон Валдек-Пирмонт (* 14 януари 1831; † 12 май 1893), княз (1845 – 1893)
- Мария Вилхелмина Луиза Ида Фридерика Матилда Хермина (* 31 август 1859, дворец Грюнхолц; † 26 юни 1941, Итцехое), абатиса на Итцехое
- Алберт /Албрехт Кристиан Адолф Карл Евгений (* 15 март 1863, Кил; † 23 април 1948, Глюксбург), принц, пруски генерал-лейтенант, женен I. на 14 октомври 1906 г. в Меерхолц за графиня Ортруд фон Изенбург-Бюдинген-Меерхолц (* 15 януари 1879; † 28 април 1918), II. на 19 септември 1920 г. в Бюдинген за принцеса Херта фон Изенбург-Бюдинген-Бюдинген (* 27 декември 1883; † 30 май 1972)

- Фридрих фон Шлезвиг-Холщайн-Зондербург-Глюксбург
- Принцеса Аделхайд фон Шаумбург-Липе, ок. 1899